# Dalton City
Dalton City är ett Lucky Luke-album från 1969. Det är det 34:e albumet i ordningen, och har nummer 3 i den svenska utgivningen.

## Handling
Dean Fenton är den mäktigaste mannen i Fenton Town, "den syndigaste staden i Texas" - tills den dag Lucky Luke rensar upp i stan, sätter Fenton bakom galler, och Fenton Town blir en övergiven "spökstad".
I fängelset skryter Fenton för de övriga fångarna om hur han kunde styra och ställa som han ville i "sin" stad, och särskilt Joe Dalton lyssnar ivrigt till hans berättelser. När Joe av misstag friges hjälper han sina bröder att fly, och de beger sig till Fenton Town. I syfte att skapa en fristad för alla västerns desperados, rustar de upp staden, och ger den namnet Dalton City.
Lucky Luke är dock bröderna på spåren och anländer snart till Daltonbrödernas stad i hopp om att inte bara kunna återföra Daltons till fängelset utan även alla de andra eftersökta brottslingar som börjat söka sig dit.

## Svensk utgivning
- Morris; Goscinny, René, (översättare: Veronica Schildt-Bendjelloul) (1971). Dalton City. Lucky Lukes äventyr: 3. Stockholm: Albert Bonniers förlag. Libris 7143559. ISBN 91-0-029835-2
- Andra upplagan, 1973
- Tredje upplaga, 1986, Bonniers Juniorförlag, ISBN 91-48-29835-2
- I Lucky Luke – Den kompletta samlingen ingår albumet i "Lucky Luke 1967-1969". Libris 10001569. ISBN 91-7134-188-9
- Den svenska utgåvan trycktes även som nummer 11 i Tintins äventyrsklubb (1985). ISBN 91-510-4383-1
- Serien återtrycktes också i "Vi bröderna Dalton" (1983)